# Circuito Femenino ITF – Hong Kong 2015
El Circuito Femenino ITF - Hong Kong 2015 es un torneo de tenis profesional jugado en exteriores canchas duras. Es la primera edición del torneo que forma parte de las Circuito Femenino ITF 2015, con un total de 50.000 dólares en premios. Se llevó a cabo en Hong Kong entre el 5 y 11 de enero de 2015.

## Cabeza de serie

### Individual
| Tenista               | Ranking | Preclasificada |
| Andreea Mitu          | 118     | 1              |
| Misaki Doi            | 124     | 2              |
| Aliaksandra Sasnovich | 144     | 3              |
| Eri Hozumi            | 152     | 4              |
| Ekaterina Bychkova    | 158     | 5              |
| Chan Yung-jan         | 162     | 6              |
| Stephanie Vogt        | 171     | 7              |
| Marina Melnikova      | 183     | 8              |

- Ranking del 29 de diciembre de 2015

### Dobles
| Tenista                     | Ranking | Preclasificada |
| Bandera de ? · Bandera de ? |         | 1              |
| Bandera de ? · Bandera de ? |         | 2              |
| Bandera de ? · Bandera de ? |         | 3              |
| Bandera de ? · Bandera de ? |         | 4              |

## Campeonas

### Individual
vs  

### Dobles
/   vs   / 